# Bruno Bobone

Bruno Carlos Pinto Basto Bobone (Lisboa, 23 de septiembre de 1960)  empresario portugués, presidente de la Cámara de Comercio e Industria Portuguesa (CCIP) y del Consejo de Administración del Grupo Pinto Basto.

## Biografía
Bruno Bobone nació en Portugal durante unas vacaciones de sus padres, pero pasó la mayor parte de su infancia y la primera parte de la adolescencia en Mozambique. Visitando, en cortos periodos, su país de nacimiento. Vivió en el país africano hasta al 25 de abril de 1974, fecha tras que su familia se instala definitivamente en Portugal.
En 1984 Bobone se formó como licenciado en Gestión por la Universidad Libre de Lisboa.

## Trayectoria empresarial
Uno de sus primeros empleos, aun como estudiante, fue en la empresa Vista Alegre, y tras concluir los estudios en Gestión, entró a trabajar en la empresa familiar Grupo Pinto Basto, dedicada a servicios marítimos y en la que permanece en la actualidad.
La carrera profesional de Bruno Bobone en el sector empresarial incluye, entre otros cargos, los de administrador de la Aleluia - Cerámica, Comercio e Industria, administrador de la VA Grupo – Vista Alegre Participaciones, SA y administrador de la Caima Cerámica y Servicios. En la actualidad, es presidente del Consejo de Administración del Grupo Pinto Basto, vicepresidente de la ASK Advisory Services Kapital SA y director de la Sociedad Agrícola de la Quinta de Fôja.

## Participación en organizaciones de la sociedad civil
Bruno Bobone también se ha integrado en organizaciones de la sociedad civil, ocupando cargos de responsabilidad. Fue presidente europeo, vicepresidente mundial y, actualmente, es miembro del International Board de la International Christian Union of Business Executives – UNIAPAC.
Fue vicepresidente de la Asociación Cristiana de Empresarios y Gestores y es presidente de la Asamblea General de la Forum Océano

## Cámara de Comercio y Industria Portuguesa
El año de 2005, Bruno Bobone asumió la presidencia de la Cámara de Comercio y Industria Portuguesa, asociación empresarial privada al servicio de las empresas portuguesas desde 1834, que promueve, en particular, el desarrollo de sus asociados a nivel nacional e internacional.
En estas funciones, y entre otros objetivos, Bruno Bobone consiguió reanimar la red de las Cámaras de Comercio portuguesas en el extranjero y, más recientemente, logró el deseado reconocimiento por el Estado portugués. Durante los 12 años que ha ejercido como presidente de la Cámara de Comercio e Industria Portuguesa se ha puesto al frente del desarrollo del empresariado y de las PYMES